# Aegiochus weberi
Aegiochus weberi là một loài chân đều trong họ Aegidae. Loài này được Nierstrasz miêu tả khoa học năm 1931.